# Erwin Aikele
Erwin Aikele (* 22. Oktober 1903 in Reutlingen; † 25. Juli 2002 in Böblingen) war ein deutscher Informatiker und Experte in den Anfangszeiten der elektronischen Datenverarbeitung. Er veröffentlichte zwischen 1944 und 1964 verschiedene Fachbücher über die Arbeit mit Lochkarten, die teilweise mehrfach aufgelegt wurden. Zudem übersetzte er Schneller, schneller: Eine allgemeinverständliche Beschreibung einer elektronischen Großrechenanlage und der von ihr lösbaren Probleme von Wallace J. Eckart ins Deutsche.
Als Angestellter der Deutsche Hollerith-Maschinen Gesellschaft mbH gründete Aikele die Werkzeitschrift Der Stromkreis und wurde deren Schriftleiter; die Erstausgabe erschien im Mai 1934. 1965 erfolgte die Umbenennung in IBM Report, 1984 feierte sie 50. Jubiläum.
In der Böblinger Lokalpolitik engagierte er sich von 1962 bis 1984 für die CDU-Fraktion im Gemeinderat und dessen verschiedenen Ausschüssen. Während des Studiums wurde er Mitglied der Studentenverbindung Münchener Wingolf.

## Veröffentlichungen
- Betriebsabrechnung mit IBM-Lochkarten: dargestellt an einem geschlossenen Geschäftsgang. 6., verb. Auflage. Elsner, Darmstadt 1964.
- mit Max Krawinkel u. a.: Handbuch der Lochkarten-Organisation. II. Teil: Die Lochkarte in der Praxis. Agenor Druck- und Verlagsgesellschaft, Frankfurt am Main 1958.
- mit Heinz Christen u. a.: Handbuch der Lochkarten-Organisation. I. Teil: Der rote Faden durch die Lochkartenpraxis. Agenor Druck- und Verlagsgesellschaft, Frankfurt am Main 1956.
- Betriebsabrechnung mit Lochkarten. Elsner Verlagsges., Berlin 1944.
- Der Einsatz des Lochkartenverfahrens in der Geschäftsbuchhaltung. o. O. 1941.